# Katharina Zenhäusern
Katharina Zenhäusern, née le 28 octobre 1919 et morte le 21 mai 2014, est la première femme en Suisse à mettre un bulletin de vote dans une urne.

## Biographie
Le 3 mars 1957, Katharina Zenhäusern se rend aux urnes du village valaisan d'Unterbäch pour prendre part au vote fédéral sur « l'introduction d'un service civil obligatoire pour les femmes ». Comme les femmes suisses sont encore privées du droit de vote à cette époque, il revient officiellement aux hommes suisses de voter sur une proposition qui ne concerne pourtant que les femmes. Paul Zenhäusern, alors président de la commune d'Unterbäch et mari de Katharina Zenhäusern, n'approuve pas cette situation et accorde, avec ses collègues du Conseil communal, un droit de vote unique aux femmes de sa commune - contre la volonté du Conseil d'État valaisan. Katharina Zenhäusern se rend aux urnes avec des palpitations et sous les insultes d'autres villageois. Au total, 32 autres femmes du village prendront également part au vote.
Katharina Zenhäusern déclare au sujet de cet événement : « C'était quelque chose de complètement nouveau, jusqu'à présent, on ne voyait les femmes que dans leur foyer - pour certains hommes, les voir aller aux urnes était une déception, certaines femmes s'y sont également opposées. »,.
Les bulletins de vote des femmes ont été recueillis dans une urne séparée et finalement déclarés nuls. Malgré cela, la participation des femmes à Unterbäch a attiré l'attention au-delà des frontières du pays. En Suisse, le suffrage féminin n'est introduit au niveau fédéral que 14 ans plus tard .